# Транзитивна множина
Транзитивна множина — така множина в теорії множин, кожен елемент якої є її підмножиною.
Використовуються для визначення порядкових чисел за фон Нейманом.
Транзитивне замикання множини S — найменша транзитивна множина (по відношенню включення), що містить S.

## Властивості
- Множина є транзитивною тоді і тільки тоді, коли об'єднання всіх її елементів є її підмножиною.